# Đội tuyển bóng đá quốc gia Nam Tư
Đội tuyển bóng đá quốc gia Nam Tư là đội tuyển cấp quốc gia của Vương quốc Nam Tư (1918-1941, từ 1918 tới 1929 là Vương quốc Serb, Croat và Sloven), Cộng hòa Liên bang Xã hội chủ nghĩa Nam Tư (1943-1992). Đội được Hiệp hội bóng đá Nam Tư quản lý.
Trận thi đấu quốc tế đầu tiên của đội tuyển Nam Tư là trận gặp đội tuyển Tiệp Khắc vào năm 1920 và trận thi đấu quốc tế cuối cùng của đội là trận gặp đội tuyển Hà Lan vào năm 1992. Thành tích tốt nhất của đội cho đến nay là hai lần vị trí thứ tư World Cup giành được vào các năm 1930 và 1962 cùng với 2 ngôi vị á quân của Euro giành được vào các năm 1960 và 1968.

## Danh hiệu
- Vô địch châu Âu: 0

Á quân: 1960; 1968
- Bóng đá nam tại Olympic:

 1960
 1948; 1952; 1956
 1984

## Giải vô địch bóng đá thế giới
| Năm           | Kết quả                  | St                       | T                        | H                        | B                        | Bt                       | Bb                       |
| ------------- | ------------------------ | ------------------------ | ------------------------ | ------------------------ | ------------------------ | ------------------------ | ------------------------ |
| 1930          | Hạng tư                  | 3                        | 2                        | 0                        | 1                        | 7                        | 7                        |
| 1934 đến 1938 | Không vượt qua vòng loại | Không vượt qua vòng loại | Không vượt qua vòng loại | Không vượt qua vòng loại | Không vượt qua vòng loại | Không vượt qua vòng loại | Không vượt qua vòng loại |
| 1950          | Vòng 1                   | 3                        | 2                        | 0                        | 1                        | 7                        | 7                        |
| 1954          | Tứ kết                   | 3                        | 1                        | 1                        | 1                        | 2                        | 3                        |
| 1958          | Tứ kết                   | 4                        | 1                        | 2                        | 1                        | 7                        | 7                        |
| 1962          | Hạng tư                  | 6                        | 3                        | 0                        | 3                        | 10                       | 7                        |
| 1966 đến 1970 | Không vượt qua vòng loại | Không vượt qua vòng loại | Không vượt qua vòng loại | Không vượt qua vòng loại | Không vượt qua vòng loại | Không vượt qua vòng loại | Không vượt qua vòng loại |
| 1974          | Vòng 2                   | 6                        | 1                        | 2                        | 3                        | 12                       | 7                        |
| 1978          | Không vượt qua vòng loại | Không vượt qua vòng loại | Không vượt qua vòng loại | Không vượt qua vòng loại | Không vượt qua vòng loại | Không vượt qua vòng loại | Không vượt qua vòng loại |
| 1982          | Vòng 1                   | 3                        | 1                        | 1                        | 1                        | 2                        | 2                        |
| 1986          | Không vượt qua vòng loại | Không vượt qua vòng loại | Không vượt qua vòng loại | Không vượt qua vòng loại | Không vượt qua vòng loại | Không vượt qua vòng loại | Không vượt qua vòng loại |
| 1990          | Tứ kết                   | 5                        | 3                        | 0                        | 2                        | 8                        | 6                        |
| 1994          | Bị cấm tham dự           | Bị cấm tham dự           | Bị cấm tham dự           | Bị cấm tham dự           | Bị cấm tham dự           | Bị cấm tham dự           | Bị cấm tham dự           |
| 1998          | Vòng 16 đội              | 5                        | 2                        | 1                        | 1                        | 5                        | 4                        |
| Tổng          | 9/15                     | 37                       | 16                       | 8                        | 13                       | 60                       | 46                       |

## Giải vô địch bóng đá châu Âu
| Năm       | Thành tích                                                         | Số trận                                                            | Thắng                                                              | Hòa                                                                | Thua                                                               | Bàn thắng                                                          | Bàn thua                                                           |
| --------- | ------------------------------------------------------------------ | ------------------------------------------------------------------ | ------------------------------------------------------------------ | ------------------------------------------------------------------ | ------------------------------------------------------------------ | ------------------------------------------------------------------ | ------------------------------------------------------------------ |
| 1960      | Á quân                                                             | 2                                                                  | 1                                                                  | 0                                                                  | 1                                                                  | 6                                                                  | 6                                                                  |
| 1964      | Không vượt qua vòng loại                                           | Không vượt qua vòng loại                                           | Không vượt qua vòng loại                                           | Không vượt qua vòng loại                                           | Không vượt qua vòng loại                                           | Không vượt qua vòng loại                                           | Không vượt qua vòng loại                                           |
| 1968      | Á quân                                                             | 3                                                                  | 1                                                                  | 1                                                                  | 1                                                                  | 2                                                                  | 3                                                                  |
| 1972      | Không vượt qua vòng loại                                           | Không vượt qua vòng loại                                           | Không vượt qua vòng loại                                           | Không vượt qua vòng loại                                           | Không vượt qua vòng loại                                           | Không vượt qua vòng loại                                           | Không vượt qua vòng loại                                           |
| 1976      | Hạng tư                                                            | 2                                                                  | 0                                                                  | 0                                                                  | 2                                                                  | 4                                                                  | 7                                                                  |
| 1980      | Không vượt qua vòng loại                                           | Không vượt qua vòng loại                                           | Không vượt qua vòng loại                                           | Không vượt qua vòng loại                                           | Không vượt qua vòng loại                                           | Không vượt qua vòng loại                                           | Không vượt qua vòng loại                                           |
| 1984      | Vòng bảng                                                          | 3                                                                  | 0                                                                  | 0                                                                  | 3                                                                  | 2                                                                  | 10                                                                 |
| 1988      | Không vượt qua vòng loại                                           | Không vượt qua vòng loại                                           | Không vượt qua vòng loại                                           | Không vượt qua vòng loại                                           | Không vượt qua vòng loại                                           | Không vượt qua vòng loại                                           | Không vượt qua vòng loại                                           |
| 1992      | Vượt qua vòng loại nhưng bị UEFA cấm tham dự vì chiến tranh Nam Tư | Vượt qua vòng loại nhưng bị UEFA cấm tham dự vì chiến tranh Nam Tư | Vượt qua vòng loại nhưng bị UEFA cấm tham dự vì chiến tranh Nam Tư | Vượt qua vòng loại nhưng bị UEFA cấm tham dự vì chiến tranh Nam Tư | Vượt qua vòng loại nhưng bị UEFA cấm tham dự vì chiến tranh Nam Tư | Vượt qua vòng loại nhưng bị UEFA cấm tham dự vì chiến tranh Nam Tư | Vượt qua vòng loại nhưng bị UEFA cấm tham dự vì chiến tranh Nam Tư |
| Tổng cộng | 2 lần á quân                                                       | 10                                                                 | 2                                                                  | 1                                                                  | 7                                                                  | 14                                                                 | 26                                                                 |

## Đội tuyển quốc gia sau khi Nam Tư giải thể

### Các đội kế nhiệm

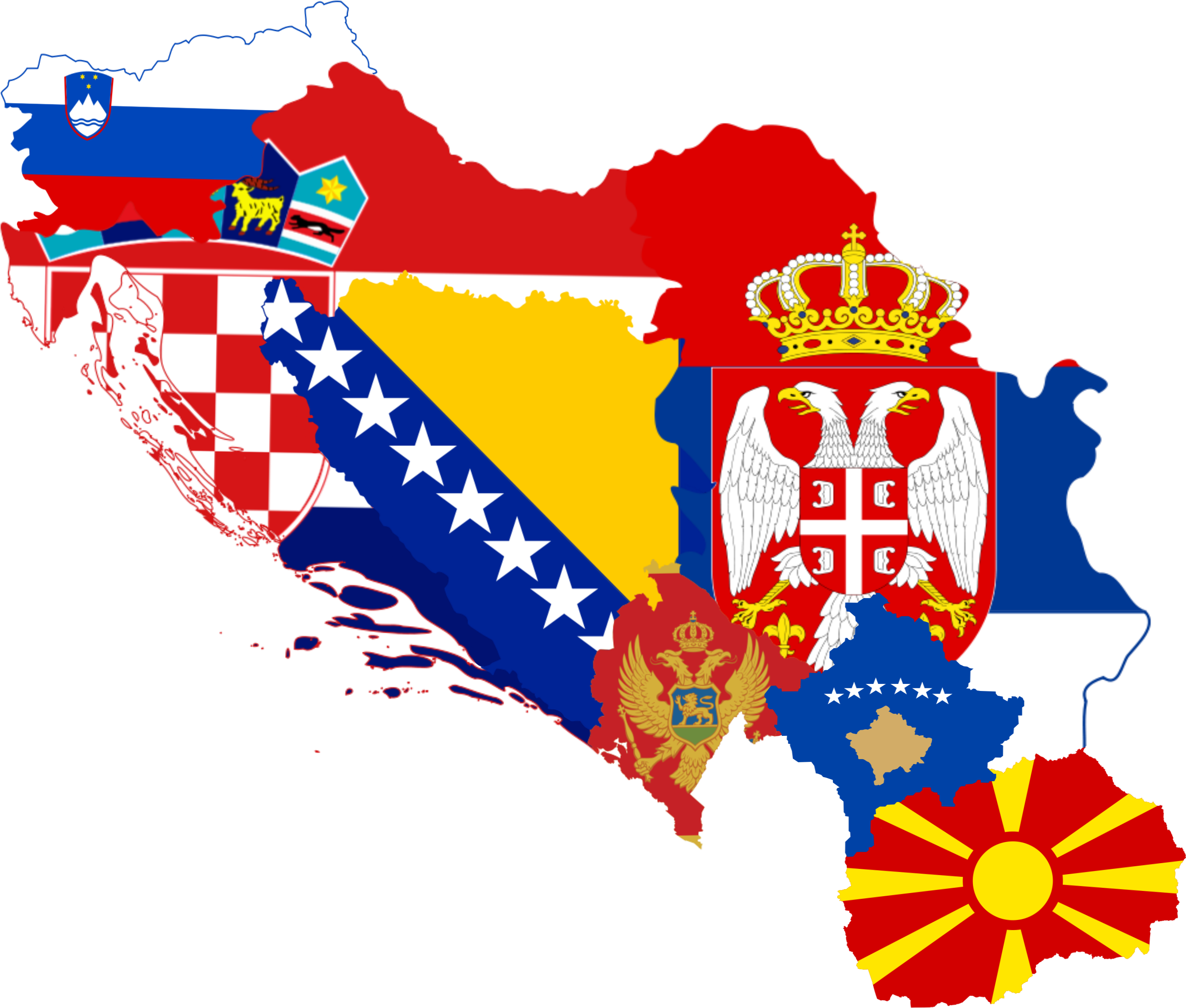

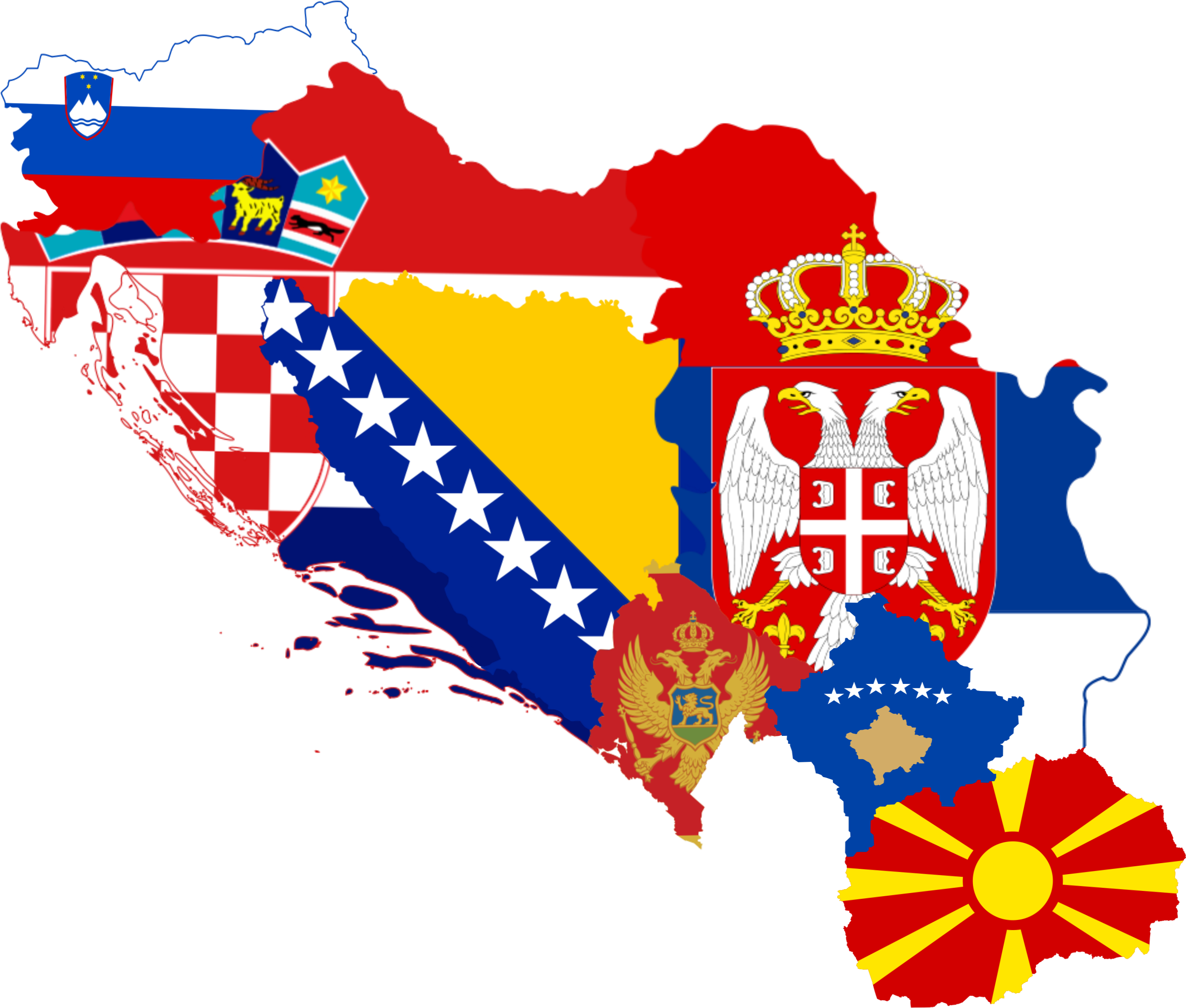

Cả FIFA và UEFA đều coi  Đội tuyển quốc gia Serbia là đội kế thừa trực tiếp và duy nhất của Nam Tư (Vương quốc Nam Tư, SFR Nam Tư và FR Nam Tư ) và  Đội tuyển bóng đá quốc gia Serbia và Montenegro. Các đội của các nước cộng hòa khác được giới thiệu là thành viên hoàn toàn mới.
| Quốc gia                                                                  | Là Thành viên của FIFA | Giải đấu quốc tế                           | Vòng        |
| ------------------------------------------------------------------------- | ---------------------- | ------------------------------------------ | ----------- |
| Croatia (1992–nay)                                                        | kể từ năm 1992         |                                            |             |
| Croatia (1992–nay)                                                        | kể từ năm 1992         | UEFA Euro 1996                             | Tứ kết      |
| Croatia (1992–nay)                                                        | kể từ năm 1992         | FIFA World Cup 1998                        | Hạng ba     |
| Croatia (1992–nay)                                                        | kể từ năm 1992         | FIFA World Cup 2002                        | Vòng bảng   |
| Croatia (1992–nay)                                                        | kể từ năm 1992         | UEFA Euro 2004                             | Vòng bảng   |
| Croatia (1992–nay)                                                        | kể từ năm 1992         | FIFA World Cup 2006                        | Vòng bảng   |
| Croatia (1992–nay)                                                        | kể từ năm 1992         | UEFA Euro 2008                             | Tứ kết      |
| Croatia (1992–nay)                                                        | kể từ năm 1992         | UEFA Euro 2012                             | Vòng bảng   |
| Croatia (1992–nay)                                                        | kể từ năm 1992         | FIFA World Cup 2014                        | Vòng bảng   |
| Croatia (1992–nay)                                                        | kể từ năm 1992         | UEFA Euro 2016                             | Vòng 16 đội |
| Croatia (1992–nay)                                                        | kể từ năm 1992         | FIFA World Cup 2018                        | Á quân      |
| Croatia (1992–nay)                                                        | kể từ năm 1992         | UEFA Euro 2020                             | Vòng 16 đội |
| Croatia (1992–nay)                                                        | kể từ năm 1992         | FIFA World Cup 2022                        | Hạng ba     |
| Serbia (2007–nay) · Nam Tư (1992–2003) · Serbia và Montenegro (2003–2006) | kể từ năm 2006         |                                            |             |
| Serbia (2007–nay) · Nam Tư (1992–2003) · Serbia và Montenegro (2003–2006) | kể từ năm 2006         | FIFA World Cup 1998 (FR Yugoslavia)        | Vòng 16 đội |
| Serbia (2007–nay) · Nam Tư (1992–2003) · Serbia và Montenegro (2003–2006) | kể từ năm 2006         | UEFA Euro 2000 (FR Yugoslavia)             | Tứ kết      |
| Serbia (2007–nay) · Nam Tư (1992–2003) · Serbia và Montenegro (2003–2006) | kể từ năm 2006         | FIFA World Cup 2006 (Serbia và Montenegro) | Vòng bảng   |
| Serbia (2007–nay) · Nam Tư (1992–2003) · Serbia và Montenegro (2003–2006) | kể từ năm 2006         | FIFA World Cup 2010                        | Vòng bảng   |
| Serbia (2007–nay) · Nam Tư (1992–2003) · Serbia và Montenegro (2003–2006) | kể từ năm 2006         | FIFA World Cup 2018                        | Vòng bảng   |
| Serbia (2007–nay) · Nam Tư (1992–2003) · Serbia và Montenegro (2003–2006) | kể từ năm 2006         | FIFA World Cup 2022                        | Vòng bảng   |
| Slovenia (1992–nay)                                                       | kể từ năm 1992         |                                            |             |
| Slovenia (1992–nay)                                                       | kể từ năm 1992         | UEFA Euro 2000                             | Vòng bảng   |
| Slovenia (1992–nay)                                                       | kể từ năm 1992         | FIFA World Cup 2002                        | Vòng bảng   |
| Slovenia (1992–nay)                                                       | kể từ năm 1992         | FIFA World Cup 2010                        | Vòng bảng   |
| Bosna và Hercegovina (1995–nay)                                           | kể từ năm 1995         | FIFA World Cup 2014                        | Vòng bảng   |
| Bắc Macedonia (1992–nay)                                                  | kể từ năm 1991         | UEFA Euro 2020                             | Vòng bảng   |
| Montenegro (2006–nay)                                                     | kể từ năm 2006         |                                            |             |
| Kosovo (2008–nay)                                                         | kể từ năm 2016         |                                            |             |